# Třebešice (okres Benešov)
Třebešice jsou obec v okrese Benešov ve Středočeském kraji. Leží asi jedenáct kilometrů východně od Benešova. Žije zde 116 obyvatel.

## Historie
První písemná zmínka o obci pochází z roku 1358. Na území obce se nacházely 2 osady – Třebešice v severnější části, v místech kde se říká “v Ohradách“ s feudálním sídlem a Debrník s kostelem v jižnější části. Debrník, který splynul se sousedními Třebešicemi, se v písemných pramenech naposledy objevuje v první polovině 16. století. Dříve farní kostel Debrník dnes filiální kostel Všech svatých ve vlašimském vikariátu pražské diecéze stojí na jižní straně obce. Kruhová apsida kostela je vystavěna v románském slohu a potvrzuje jeho značnou starobylost. Kostel mohl být vystavěn ještě v první čtvrtině 13. století a barokně přestavěn v roce 1769. V té době byl údajně bez klenby a měl již chatrnou střechu. Další přestavba proběhla v roce 1829 kdy byla západním směrem prodloužena loď. (kostel Všech svatých).

1. července 1651 koupil statek třebešický (sídlo, ves s filiálním kostelem, Litichovice a 4 grunty v Býkovicích) rytíř Tomáš Sohier z Windmühle (1603–1679), nejvyšší lajtnant Wernierského regimentu kýrysníků a jeho manželka Ottilia Sohierová z Windmühle (1622–1657), dcera Serváce Engla z Engelflussu a na Mníšku. Oba jsou pochováni ve zdejším kostele Všech svatých a náhrobky se dochovaly do současnosti. Měli 4 syny a dceru. Jana Tomáše, Alexandra, Arnolda, Serváce a Marii Magdalenu. Známi jsou pouze Jan Tomáš a Marie Magdalena. 

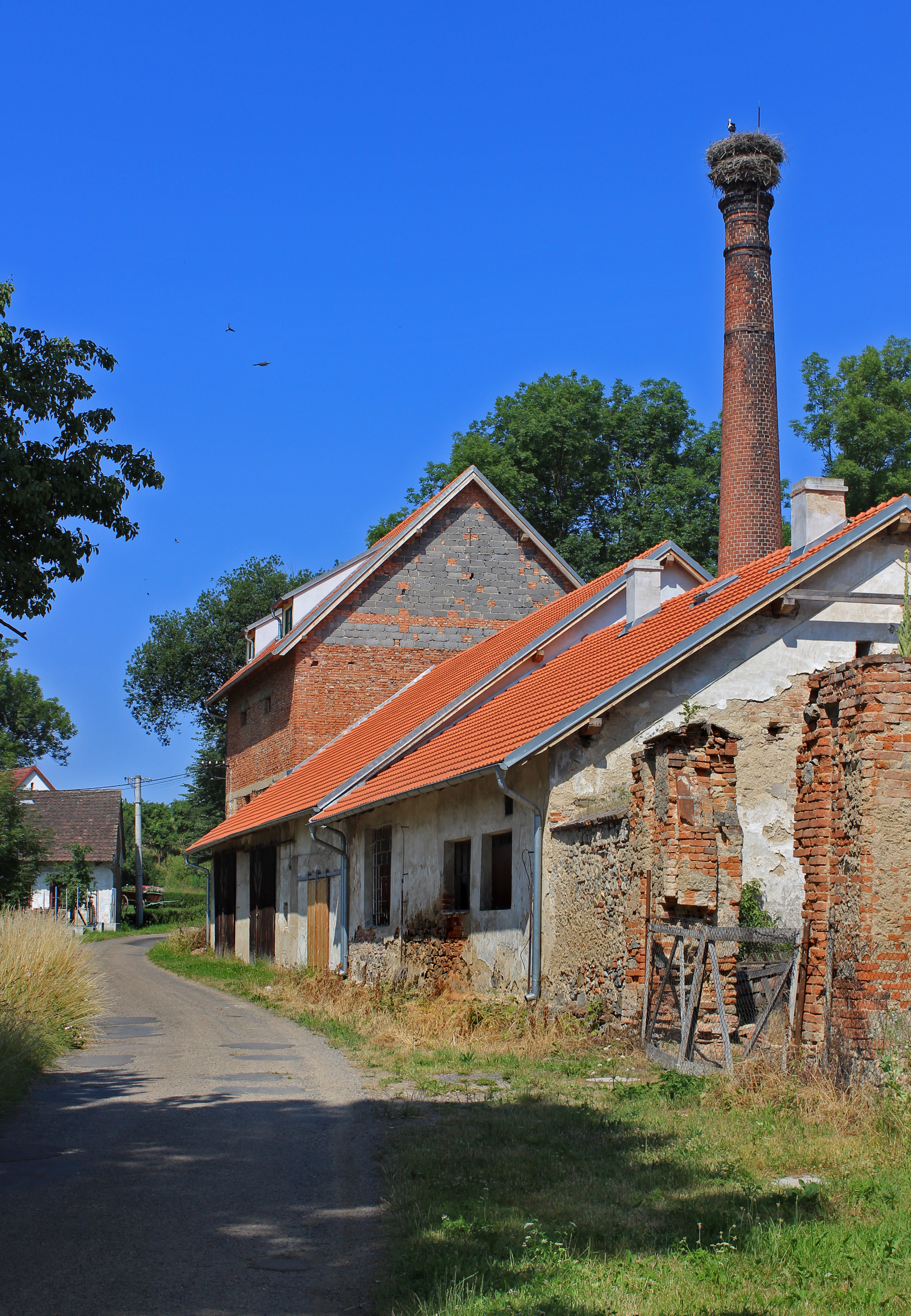
Bývalý lihovar s čápem

Jan Tomáš Sohier z Windmühle (1645–1683), který roku 1668 převzal Třebešice, měl za manželku Annu Polyxenu, baronesu de Gerart († 1700), dceru Václava Marka z Gerartu. Manželství bylo bezdětné a po smrti Anny Polyxeny zdědil Třebešice a statek čeňovický, který Sohierové přikoupili, její bratr Leopold Jakub Marek (manželka Marie Terezie Čejková z Olbramovic). Po smrti Leopolda Jakuba Marka zdědila panství Marie Magdalena, rozená svobodná paní Sohierová z Windmühle (1657–1726), která se provdala za Františka Leopolda Bechyně z Lažan a na Rozsochatci (1659–1736). Měli tři syny a pět dcer. Marie Magdalena byla prababičkou polního maršálka Josefa Václava Radeckého z Radče. Smrtí Marií Magdalenou vymírá rod Sohierů po přeslici.
Roku 1704 prodal František Bechyně po ní zděděné statky Juditě Alžbětě provdané i rozené hraběnce z Götzu, choti Jana Maxmiliána hraběte z Götzu, majitele šternberského panství, který byl apelačním radou a tajným radou císaře Karla VI.
Jejich dceru Marii Barboru z Götzu si vzal za manželku František Antonín hrabě z Roggendorfu a vyženil tak šternberské a třebešické panství. Když roku 1739 zemřel, zanechal svůj majetek velmi zadlužený. Vdova a jeho dědička, hraběnka Marie Barbora z Rogendorfu, prodala 30. června 1752 veškerý majetek emauzskému klášteru v Praze. Tento klášter totiž zapůjčil panstvu 7 000 zl. a po jejich nesplacení se pak stal majitelem statku třebešického, čeňovického i vysokolhotského.
V obci bývala škola (1771–1975), fara, záložna, divadelní spolek, knihovna, koloniál, 2 hospody, pivovar (který se připomíná již roku 1603. Voda k vaření piva se brala ze studny, která se jmenuje „Barbora“, lihovar a mlýn, který zanikl po roce 1950.

## Obyvatelstvo
| Rok            | 1869 | 1880 | 1890 | 1900 | 1910 | 1921 | 1930 | 1950 | 1961 | 1970 | 1980 | 1991 | 2001 | 2011 | 2021 |
| -------------- | ---- | ---- | ---- | ---- | ---- | ---- | ---- | ---- | ---- | ---- | ---- | ---- | ---- | ---- | ---- |
| Počet obyvatel | 321  | 276  | 338  | 252  | 256  | 260  | 247  | 159  | 165  | 138  | 95   | 72   | 76   | 85   | 98   |
| Počet domů     | 39   | 39   | 42   | 37   | 39   | 41   | 48   | 42   | 38   | 31   | 33   | 33   | 39   | 47   | 48   |

## Obecní správa
V letech 1850–1904 k obci patřily Litichovice.

### Územněsprávní začlenění
Dějiny územněsprávního začleňování zahrnují období od roku 1850 do současnosti. V chronologickém přehledu je uvedena územně administrativní příslušnost obce v roce, kdy ke změně došlo:
- 1850 země česká, kraj České Budějovice, politický okres Benešov, soudní okres Vlašim[7]
- 1855 země česká, kraj Tábor, soudní okres Vlašim
- 1868 země česká, politický okres Benešov, soudní okres Vlašim
- 1937 země česká, politický i soudní okres Vlašim[8]
- 1939 země česká, Oberlandrat Německý Brod, politický i soudní okres Vlašim[9]
- 1942 země česká, Oberlandrat Praha, politický okres Benešov, soudní okres Vlašim[10]
- 1945 země česká, správní i soudní okres Vlašim[11]
- 1949 Pražský kraj, okres Vlašim[12]
- 1960 Středočeský kraj, okres Benešov
- k 1. lednu 1980 Středočeský kraj, okres Benešov, městys Divišov[6]
- k 24. listopadu 1990 Středočeský kraj, okres Benešov[6]
- 2003 Středočeský kraj, okres Benešov, obec s rozšířenou působností Vlašim

### Obecní symboly
Znak a vlajka byly obci uděleny rozhodnutím předsedy Poslanecké sněmovny Parlamentu České republiky dne 27. května 2008.

## Doprava
Dopravní síť
- Pozemní komunikace – Do obce vede silnice III. třídy.
- Železnice – Železniční trať ani stanice na území obce nejsou.

Veřejná doprava 2012
- Autobusová doprava – Do obce vedly autobusové linky Vlašim-Divišov-Benešov (v pracovních dny 5 spojů, o nedělích 1 spoj) a Český Šternberk-Benešov-Praha (v pracovních dny 6 spojů, o víkendu 1 spoj).

## Pamětihodnosti
- Kostel Všech svatých
- Zámek Třebešice

## Galerie

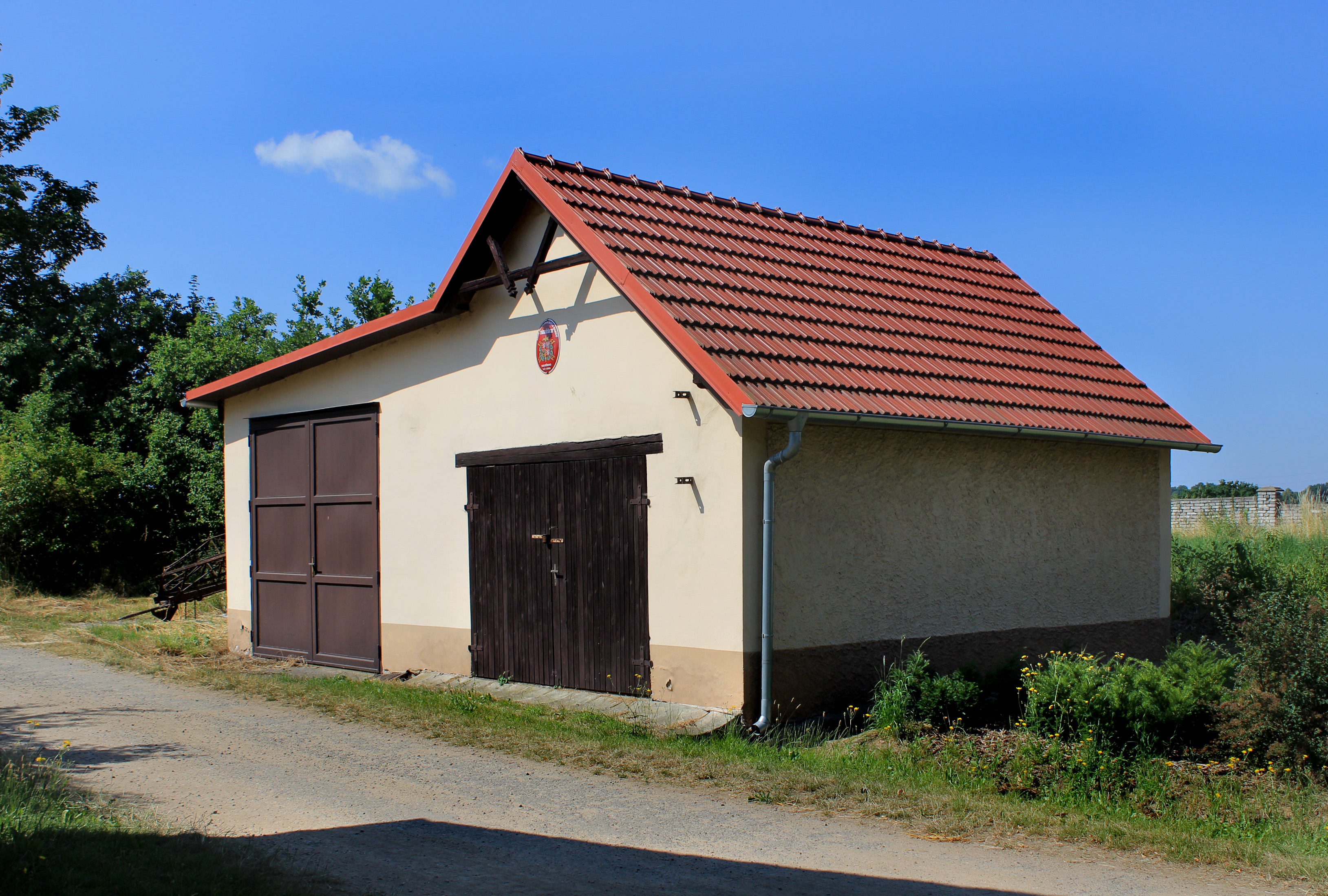
Hasičská zbrojnice
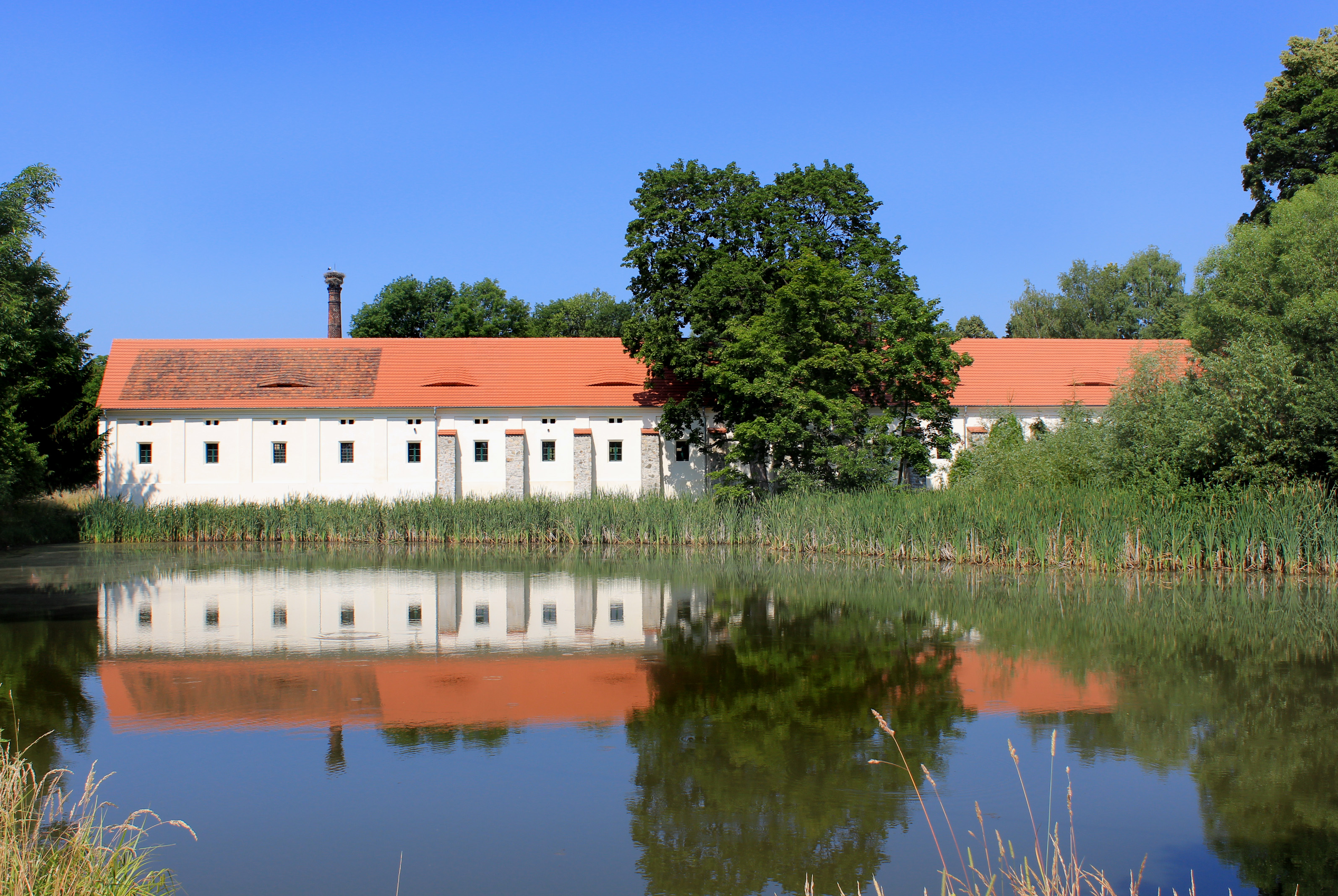
Rybník Židák a hospodářské budovy zámku
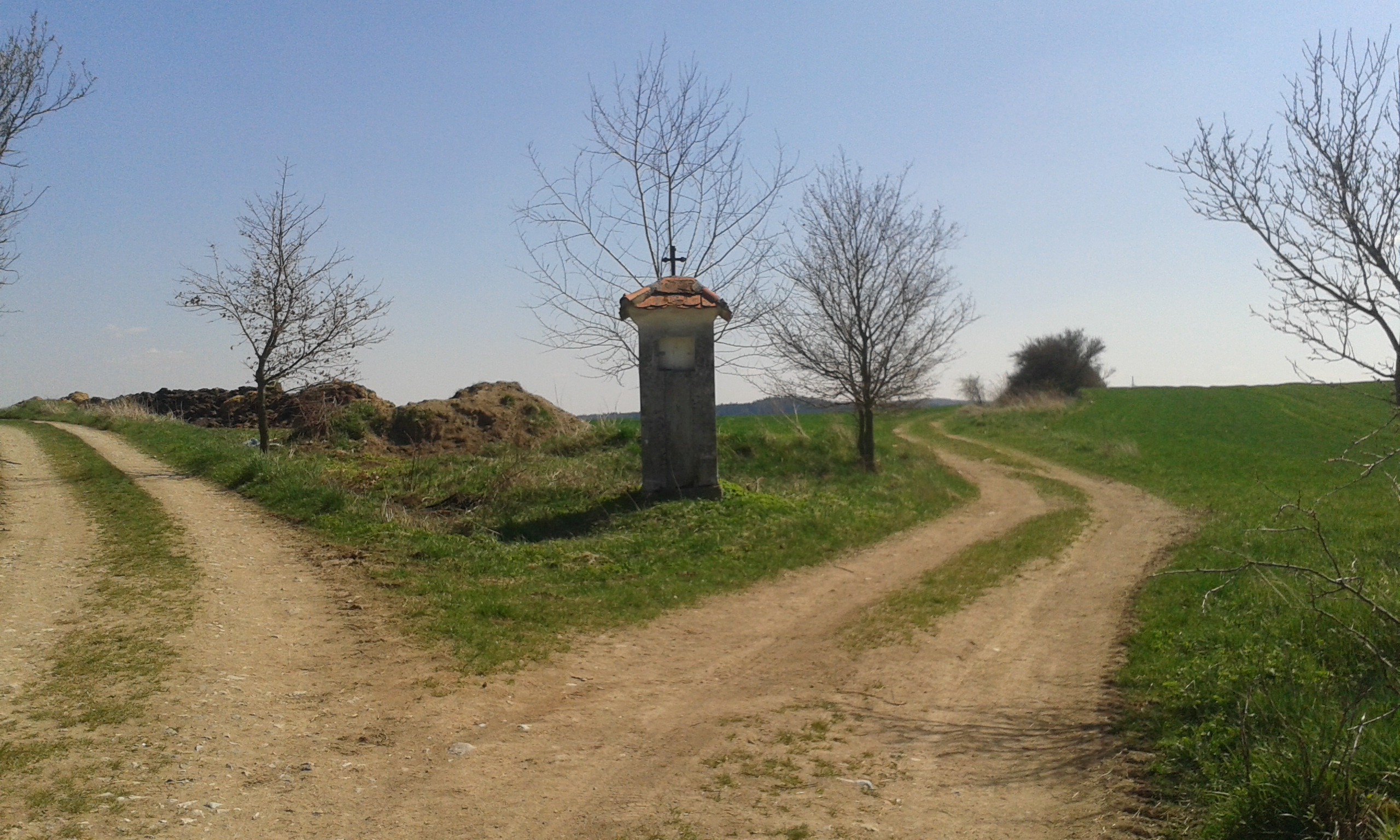
Rozcestí k Takonínu
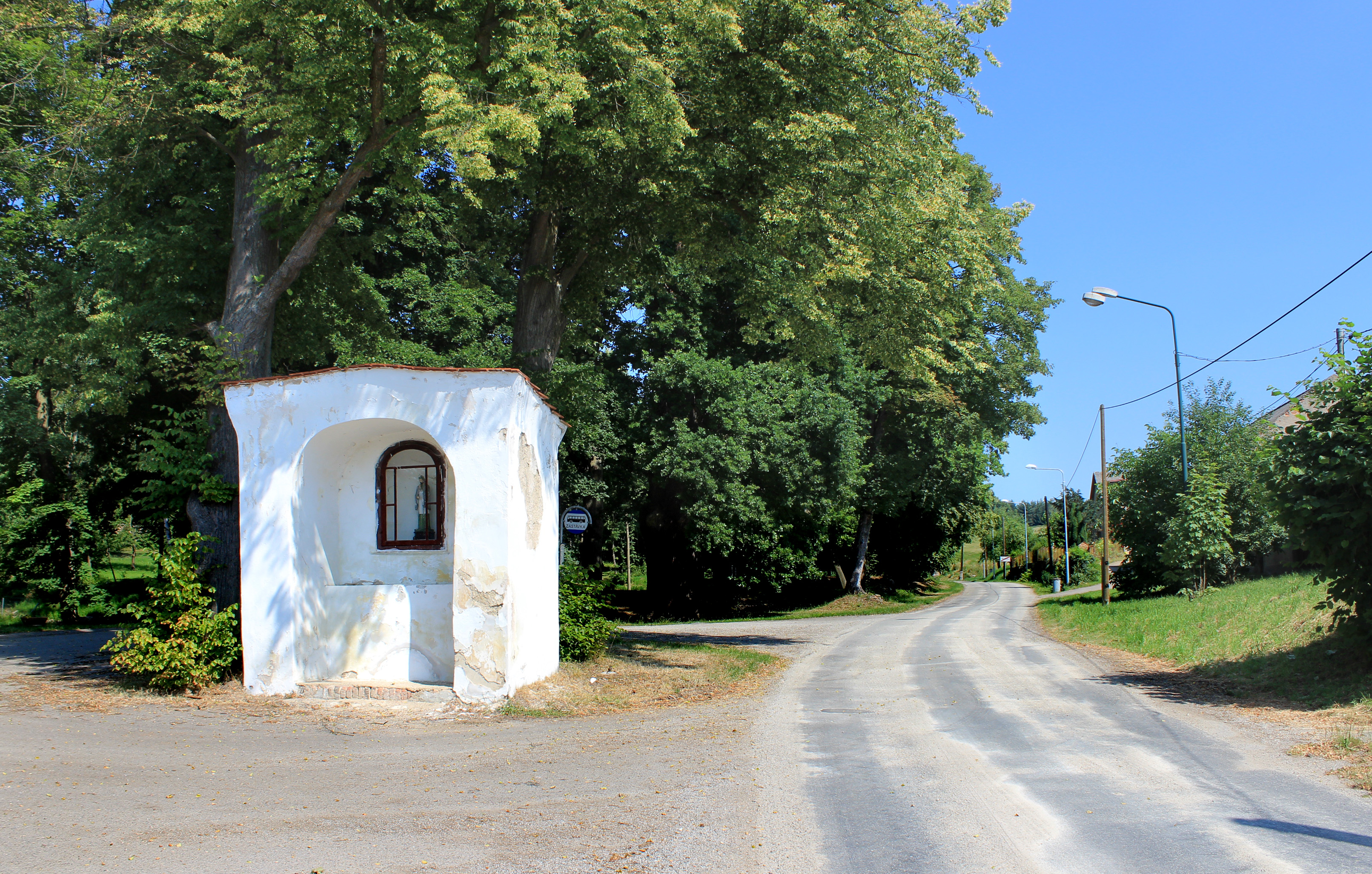
Kaplička u zámku